# Heteroparasitus
Heteroparasitus es un género de ácaros perteneciente a la familia Parasitidae.

## Especies
- Heteroparasitus athiasae Juvara Bals, 2002
- Heteroparasitus coronarius (Karg, 1971)
- Heteroparasitus tirolensis (Sellnick, 1968)